# Magelona sacculata
Magelona sacculata är en ringmaskart som beskrevs av Hartman 1961. Magelona sacculata ingår i släktet Magelona och familjen Magelonidae. Inga underarter finns listade i Catalogue of Life.